# Manfred Germar
Manfred Germar (Colonia, 10 marzo 1935) è un ex velocista e dirigente sportivo tedesco occidentale.

## Biografia
Nel 1956 prese parte nella Squadra Unificata Tedesca ai Giochi olimpici di Melbourne dove si classificò quinto nei 100 metri piani e vinse la medaglia di bronzo nella staffetta 4×100 metri con Heinz Fütterer, Lothar Knörzer e Leo Pohl. Nel 1957 fu nominato sportivo tedesco dell'anno.
Nel 1958 ai campionati europei di atletica leggera di Stoccolma vinse la medaglia d'argento nei 100 metri piani e quella d'oro nei 200 metri piani e nella staffetta 4×100 metri vestendo la maglia della nazionale della Germania Ovest con Walter Mahlendorf, Armin Hary e Heinz Fütterer.
Ai Giochi olimpici di Roma 1960, sempre per la Squadra Unificata Tedesca, partecipò ai 100 e 200 metri piani, ma non superò le fasi di qualificazione. Nel 1962 fu medaglia d'oro nella staffetta 4×100 metri ai campionati europei di Belgrado con il tempo di 39"5, nuovo record dei campionati, ottenuto insieme a Klaus Ulonska, Peter Gamper e Hans-Joachim Bender.
Ha al suo attivo anche 20 titoli nazionali tedeschi occidentali; nel 1961 pubblicò un'autobiografia dal titolo Die Spuren meiner Spikes
Nel 1968 iniziò a lavorare come amministratore sportivo nella sua società, l'ASV Köln, assumendo la carica di presidente dal 1978 al 1997 e successivamente ricevendo la nomina di presidente onorario. Nel 1998 divenne membro del Museo dello sport tedesco e delle Olimpiadi di Köln.
Nel 2001 è stato insegnato del collare d'argento dell'Ordine olimpico e nel 2006 è stato inserito nella Sports Hall of Fame tedesca per i suoi importanti risultati sportivi.

## Record europei
- 100 metri piani: 10"2 ( Colonia, 3 luglio 1957)
- 200 metri piani: 
  - 20"8 ( Hannover, 15 settembre 1957)
  - 20"8 ( Oslo, 5 settembre 1958)
  - 20"8 ( Augusta, 21 settembre 1958)
  - 20"6 ( Wuppertal, 1º ottobre 1958)

## Palmarès
| Anno                                              | Manifestazione  | Sede      | Evento      | Risultato | Prestazione  | Note                  |
| ------------------------------------------------- | --------------- | --------- | ----------- | --------- | ------------ | --------------------- |
| In rappresentanza della Squadra Unificata Tedesca |                 |           |             |           |              |                       |
| 1956                                              | Giochi olimpici | Melbourne | 100 m piani | 5º        | 10"7 (10"86) |                       |
| 1956                                              | Giochi olimpici | Melbourne | 200 m piani | Batteria  | 21"8 (21"88) |                       |
| 1956                                              | Giochi olimpici | Melbourne | 4×100 m     | Bronzo    | 40"3 (40"34) |                       |
| 1960                                              | Giochi olimpici | Roma      | 100 m piani | Batteria  | 11"0         |                       |
| 1960                                              | Giochi olimpici | Roma      | 200 m piani | Batteria  | 21"6(21"76)  |                       |
| In rappresentanza della Germania Ovest            |                 |           |             |           |              |                       |
| 1958                                              | Europei         | Stoccolma | 100 m piani | Argento   | 10"4         |                       |
| 1958                                              | Europei         | Stoccolma | 200 m piani | Oro       | 21"0         |                       |
| 1958                                              | Europei         | Stoccolma | 4×100 m     | Oro       | 40"2         |                       |
| 1962                                              | Europei         | Belgrado  | 4×100 m     | Oro       | 39"5         | Record dei campionati |

## Campionati nazionali
- 20 volte campione tedesco occidentale assoluto

## Onorificenze
- Inserimento nella Sports Hall of Fame tedesca (2006)